# プラークラベーン
プラークラベーン（学名:Urogymnus polylepis、英:Giant freshwater stingray）は、アカエイ科に属する世界最大の淡水エイ。標準和名が存在しておらず、日本ではUrogymnus polylepis以前に学名として使われたヒマンチュラ・チャオプラヤ Himantura chaophraya と呼ばれる事がある。東南アジアやボルネオ島に分布し、大規模な河川や河口に生息するが、過去には南アジアと東南アジアに広く分布していた可能性がある。世界最大の淡水魚で、アカエイ科最大種でもあり、体盤幅2.2 m、体重300 kgに達することもある。体盤は比較的薄い楕円形で、幅は前方が最も広く、吻は鋭く尖る。尾は細く鞭状で、皮褶は無い。背面は一様に灰褐色で、腹面は白色。胸鰭と腹鰭の後縁には、特徴的な幅広の暗色帯がある。
砂地や泥地に生息する底魚で、小魚や無脊椎動物を捕食する。産仔数は1 - 4で、胎仔は母親の子宮乳によって維持される。食用、スポーツフィッシング、飼育の為の漁獲に加え、生息地の劣化と断片化の影響を受けており、タイ中部とカンボジアでは大幅に個体数が減少した。これにより国際自然保護連合（IUCN）は本種を絶滅危惧種に指定した。

## 分類・名称
淡水エイでは珍しいアカエイ科の種。以前はアミメオトメエイ属(Himantura)に分類されていた。オランダの魚類学者であるピーター・ブリーカーによって、1852年の「Verhandelingen van het Bataviaasch Genootschap van Kunsten en Wetenschappen」の中で初めて記載された。ブリーカーの記述は、インドネシアのジャカルタで収集された体盤幅30 cmの幼魚の標本に基づいたものであった。ブリーカーは種小名をギリシア語のpoly(多くの)とlepis(鱗)からpolylepisとし、Trygon（現在はDasyatisのシノニム）に分類した。その後ブリーカーの記述はほとんど見落とされ、1990年にSupap MonkolprasitとTyson R. Robertsによって魚類学雑誌の中でHimantura Chaophrayaとして記載され、これが広く使用された。2008年、Peter LastとB. Mabel Manjaji-Matsumotoは、T. polylepisとH. chaophrayaは同種であると確認し、ブリーカーの記載が先であったため、本種の学名はHimantura polylepisとなった。giant freshwater whipray、giant stingray、freshwater whiprayと呼ばれる。
南アジア、東南アジア、オーストラリアには淡水と河口に生息するエイが分布しており、暫定的に本種に同定されている。オーストラリアのものは2008年にUrogymnus dalyensisとして記載された。ニューギニアのものはU.dalyensisであると考えられる。1909年にNelson Annandaleによって記載されたインド産のTrygon fluviatilisは本種と似ており、同種である可能性がある。一方で塩基配列とアミノ酸配列には大きな違いがある。本種の個体群の分岐の程度を評価し、更なる分類学的区別の必要性を判断するには更なる研究が必要。
2012年に行われたアカエイ科のミトコンドリアDNAに基づく系統解析では、本種はイバラエイに最も近縁であり、mangrove whipray(U. granulatus) とtubemouth whipray(U. lobistoma)とクレードを形成することが示された。これによりイバラエイ属が側系統群である可能性が高まった。

## 分布
インドシナ半島とボルネオ島東部に分布し、大河川とその河口に生息する。分布域はインドシナ半島ではメコン川からタイのチエンコーン郡まで至り、チャオプラヤー川、ナーン川、メークローン川、バーンパコン川、タピ川まで広がり、ボーラペット湖でも見られたが、現在は絶滅している。ボルネオ島では、カリマンタンのマハカム川、サバ州のキナバタンガン川などで見られる。キナバタンガン川では一般的だが、捕獲されることは稀。サラワク州からも報告されているが、過去25年間の調査では発見されていない。ジャワ島は本種のホロタイプの産地であるが、最近の河川調査では記録されていない。
インドのガンジス川とベンガル湾からのTrygon fluviatilisとしての記録はHimantura fluviatilisの可能性が高いが、2022年には本種がミャンマーのカラダン川とマユ川に生息していることが確認された。
別々の河川の個体群は、おそらく互いに隔離されている。汽水域にも生息するが、海水域に進出した証拠は無い。砂地や泥地を好む底魚。人口の多い都市の付近で見つかることがある。

## 形態
体盤は薄く楕円形で、僅かに横幅が長く、横幅は前部が最も長い。吻は基部が幅広く、先端は尖っており突き出ている。眼は小さく、間隔が広い。眼の後ろには大きな噴水孔がある。鼻孔の間には短い皮褶がある。口は小さく緩やかなアーチ状で、口底には4 - 7個の乳頭状突起（中央に大きな2 - 4個、側面に小さな1 - 4個）がある。歯は小さく丸く、石畳のように帯状に並ぶ。腹側には5対の鰓孔がある。腹鰭は小さく薄い。成熟した雄は比較的大きなクラスパーを持つ。尾は細く円筒形で、体盤の1.8 - 2.5倍の長さで、皮褶は無い。尾の基部近くには鋸歯状の尾棘が1本ある。尾棘は最大38 cmで、アカエイ科では最大。
眼の前から尾棘まで、体盤背面に棘が帯状に並ぶ。体盤の中心には4 - 6個の大きな棘が正中線上に並んでいる。体盤背面の残りの部分は小さな皮歯で覆われ、尾も尾棘より先は鋭い棘で覆われる。背面は灰褐色で、縁に向かって黄色または桃色がかる。生時皮膚は暗褐色の粘液で覆われている。腹面は白く、胸鰭と腹鰭の後縁に小さな斑点で縁取られた幅広の暗色帯がある。尾は尾棘より先が黒い。少なくとも体盤幅1.9 m、全長5.0 mに達し、体盤幅5 m、全長10 mに達する可能性もある。メコン川とチャオプラヤー川で体重500 - 600 kgの個体が報告されているが、1,500 - 2,000 kgになる可能性もあり、事実ならば世界最大の淡水魚である。
メコンオオナマズやヨーロッパオオナマズ、ピラルクーと並び世界最大の淡水魚のうちの一つと数えられている。2022年にカンボジアで体盤幅2.2 m、全長3.98 m、体重300 kgの個体が捕獲され、メコンオオナマズを超え世界最重量の淡水魚(チョウザメはこれを超えるが、遡河性である)として記録された。2008年3月にはチャチューンサオ県近郊で、尾を含めた全長が4.3 mの個体が発見された。

## 生態

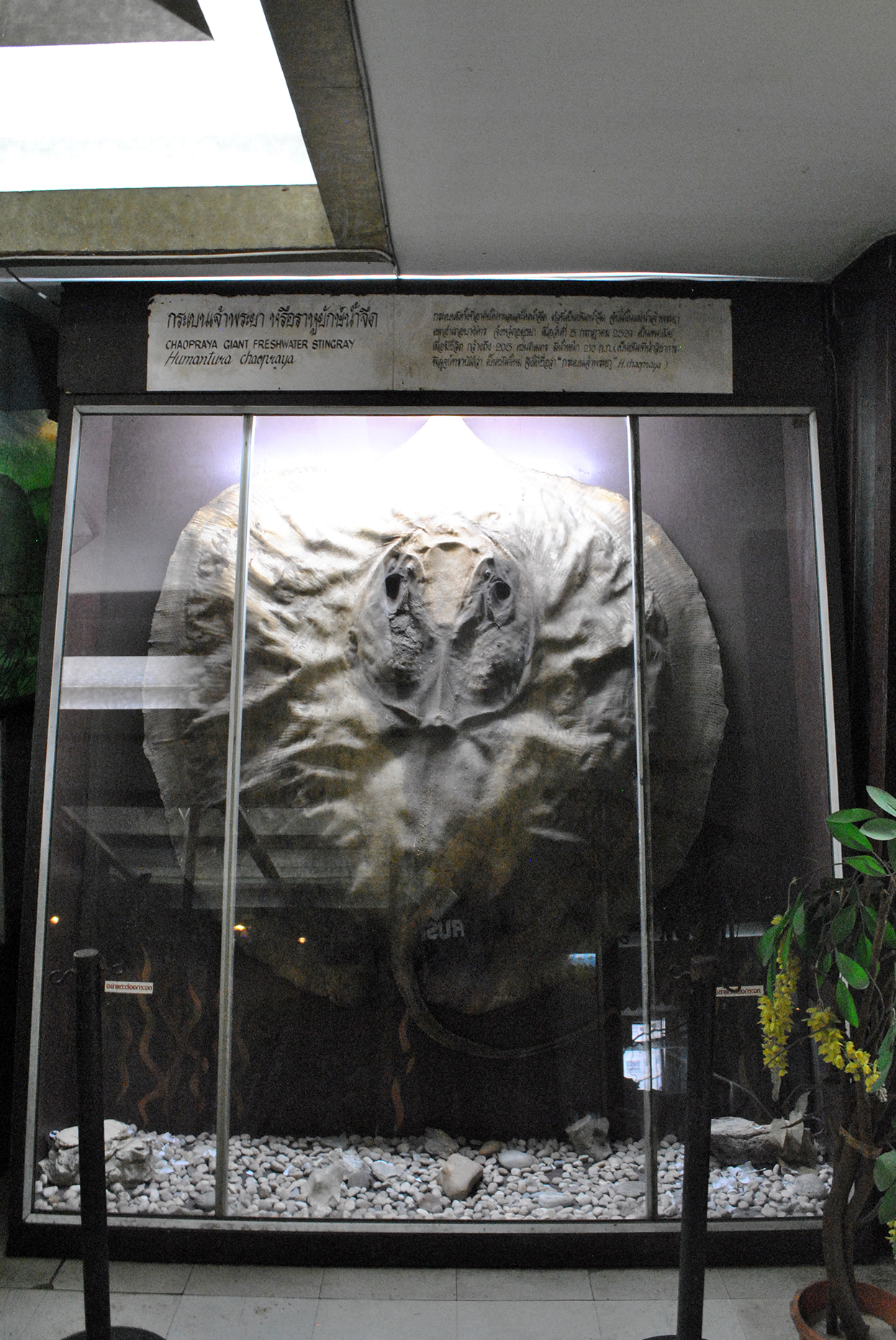
標本にされた個体（バンコク パタ動物園）

貝類、甲殻類、軟体動物などの無脊椎動物や小魚を主な食料とし、ロレンチーニ瓶を用いて獲物の生体電位を感知する。川岸のミミズを食べる姿が目撃される。卵胎生であり、妊娠期間が長い。子宮内では胎仔が卵黄を食した後、子宮ミルクで栄養を与えられる。産仔数は1 - 4で、仔エイは出生時体盤幅が30 cm前後である。妊娠中の雌が河口でよく見られ、出産場所となっている可能性がある。雄は体盤幅1.1 m程で性成熟する。その他の生活史の詳細は不明。寿命は不明だが40年以上生きると予想される。
本種の寄生虫には、多節条虫亜綱のAcanthobothrium asnihae、A. etini、A. masnihae、A. saliki、A. zainali、Rhinebothrium abaiensis、R. kinabatanganensis、およびR. megacanthophallusが含まれる。

## 人間との関係

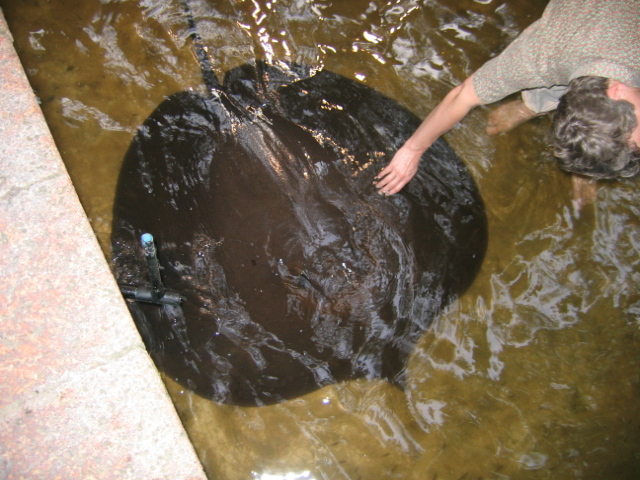
ヒトと並んだ写真

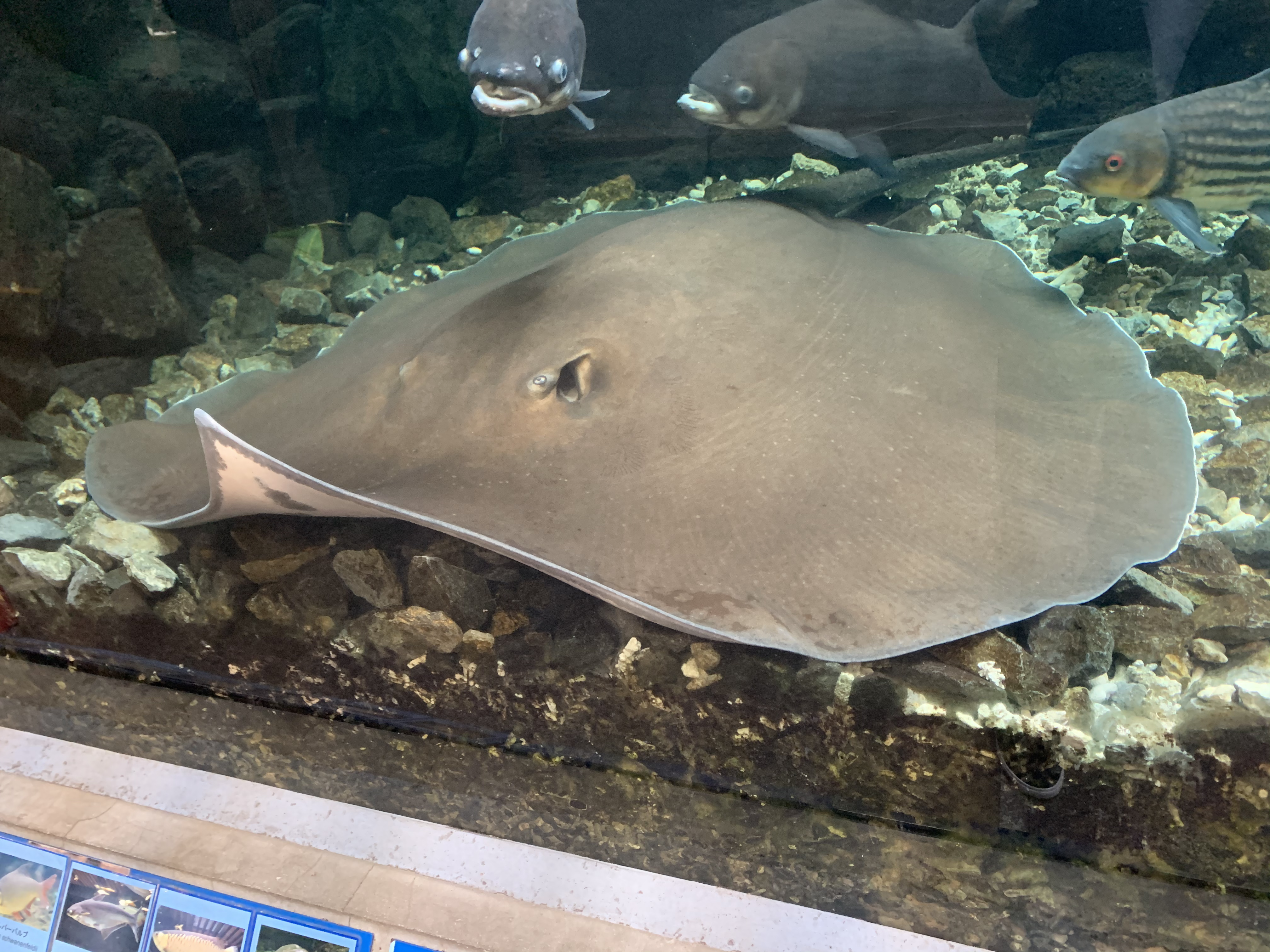
板橋で飼育されている個体

攻撃的ではないが、尾棘は有毒な粘液に覆われており、骨も貫通する。分布域全体で延縄漁で混獲され、刺し網や罠でも稀に混獲される。捕獲は難しく、仕掛けに掛かると泥の下に埋まって持ち上がらなくなったり、ボートを引きずったり、水中に引きずり込んだりする。肉と軟骨が使用され、大きな個体はカットされて販売される。食用にされない場合でも、漁師によって殺されたり、傷つけられたりすることがある。皮が靴などに利用されることもある。メークローン川とバーンパコン川では、スポーツフィッシングや水族館での展示、アクアリウムでの飼育の為、漁獲の対象となることが増えている。しかしスポーツフィッシングにおいてはキャッチアンドリリースが広く行われておらず、放流後の生存率は不明である。また飼育も難しく、水槽内では長生きしないことが多い。このため本種への影響が懸念されている。
乱獲、森林伐採、土地開発、河川の堰き止めによる生息地の悪化が本種の脅威である。ダムの建設により個体群が分断され、遺伝的多様性が減少し、個体群の絶滅可能性が高まっている。本種は繁殖率が低く、これらの圧力に弱い。タイ中部とカンボジアでは過去20 - 30年で個体数が30 - 50%減少し、個体数が95%減少したと推定される場所もある。サイズも大幅に減少し、カンボジアで漁獲された個体の平均体重は1980年に23.2 kgであったのが2006年には6.9 kgまで減少した。ボルネオ島などの個体群についてはほぼ不明。
2016年にはタイのメコン川に産業排水が流出し、本種を含む多くの魚類が大量死した。この件を受け2019年にタイ当局は廃水を排出した企業に損害賠償を請求した。
国際自然保護連合(IUCN) は、本種を絶滅危惧種、タイでは近絶滅種としている。1990年代、タイ政府は、生息地の劣化の問題が解決されるまで、本種を含めた淡水エイの個体数を増加させるために、チャイナート県で飼育繁殖プログラムを開始した。しかし1996年までにこのプログラムは中止された。
日本では板橋区立熱帯環境植物館、アクア・トトぎふでの飼育が知られている。